# Andaspis formicarum
Andaspis formicarum är en insektsart som beskrevs av Ben-dov 1978. Andaspis formicarum ingår i släktet Andaspis och familjen pansarsköldlöss. Inga underarter finns listade i Catalogue of Life.